# Like a Rolling Stone
"Like a Rolling Stone" er en komposition af Bob Dylan. Sangen blev indspillet den 15. juni 1965 og udgivet den 20. juli 1965 som single med sangen "Gates of Eden" som B-side. Nummeret blev endvidere udgivet på Dylans album Highway 61 Revisited, som udkom den 30. august 1965.
Singlen blev en umiddelbar succes og nåede Billboard-listens andenplads (førstepladsen var optaget af The Beatles' single "Help!"), hvor den med sine seks minutter var den længste rocksingle hidtil. Sangen fik en blandet modtagelse, idet den med sine elektriske instrumenter gjorde, at mange trofaste Dylan fans sagde fra og ikke kunne lide, at han havde brudt med den akustiske musik, han hidtil havde spillet.
"Like a Rolling Stone", hvis titel er inspireret af linjen i Hank Williams' sang "Lost Highway", der lyder Im a rollin stone all alone and lost , er i dag en af Bob Dylans mest populære sange. Den findes på næsten alle de opsamlingsalbum han har udgivet, og den er ofte et af højdepunkterne på hans mange koncerter rundt om i verden.
Der har været spekulationer om, hvem sangen handler om, og en af ideerne går ud på, at sangen er skrevet delvist til modellen fra 1960'erne Edie Sedgwick. Hun skulle angiveligt være årsag til en følelsesmæssig krig mellem Dylan-lejren og Warhol-lejren. Men det er ubekræftede rygter, og de er aldrig blevet verificerede. 
I november 2004 lavede musik bladet Rolling Stone en liste over verdens 500 bedste sange igennem tiderne, og på førstepladsen kom Dylans indspilning af "Like a Rolling Stone". 
Bob Dylans originale håndskrevne manuskript med teksten til "Like a Rolling Stone" indbragte den 24. juni 2014 mere end 2 millioner $ på en auktion holdt af auktionshuset Sotheby's og opnåede dermed den højeste pris nogensinde for en tekst til en rocksang.
Filmen A Complete Unknown er afledt af omkvædet i "Like a Rolling Stone". 

## Bob Dylans versioner
Bob Dylan har udgivet "Like a Rolling Stone" på flere albummer i forskellige versioner. Herunder nævnes albummene, som inkluderer sangen i dens originale version.
Den originale studieindspilning af sangen er på 5 af Dylans officielle albummer:
- Highway 61 Revisited
- Bob Dylan's Greatest Hits
- Biograph
- The Essential Bob Dylan
- Dylan

Liveversioner af sangen findes på:
- Self Portrait
- Before the Flood
- Bob Dylan at Budokan
- MTV Unplugged
- The Bootleg Series Vol. 4: Bob Dylan Live 1966, The "Royal Albert Hall" Concert
- The Bootleg Series Vol. 7: No Direction Home: The Soundtrack (samme indspilning som på Live 1966 versionen)

Endvidere på et utal af uofficielle optagelser, der cirkulerer rundt.

## Andre versioner
En lang række af andre kunstnere har lavet en indspilning af "Like a Rolling Stone", bl.a.
- Green Day – Cover-version på deres komplette iTunes-samling (Kun udgivet i USA)
- The Four Seasons – The 4 Seasons Sing Big Hits by Burt Bacharach, Hal David, and Bob Dylan, 1965
- Cher – The Sonny Side of Cher, 1967
- The Jimi Hendrix Experience – The Jimi Hendrix Experience, live fra Monterey Pop Festival i Monterey, 1967
- Rotary Connection – Rotary Connection, 1967
- Judy Collins – Judy Sings Dylan... Just Like a Woman, 1993
- Bob Marley and the Wailers – The Wailing Wailers at Studio One (samling), 1994
- Mick Ronson – Heaven and Hull, med sang fra David Bowie, 1994
- The Rolling Stones – Stripped, 1995
- Michael Bolton – Timeless: The Classics, Vol. 2, 1999
- Eiffel 65 – Eiffel 65, 2003
- Mountain – Masters of War, 2007

## Eksterne kilder og henvisninger
- Bob Dylan officielle tekst Arkiveret 23. september 2005 hos  Wayback Machine
- Se Bob Dylan optræde med ”Like a Rolling Stones” fra 1966
- En liste over cover versionerne Arkiveret 5. januar 2008 hos  Wayback Machine
- En liste over de indspillede versioner af sangen Arkiveret 14. december 2007 hos  Wayback Machine